# Chandler (Arizona)
Chandler és una ciutat ubicada al Comtat de Maricopa a l'estat d'Arizona, Estats Units d'Amèrica, de 280.167 habitants segons el cens de l'any 2023. Chandler és la 76a ciutat més poblada del país. L'actual alcalde és Jay Tibshraeny.
El 1913, es va establir un centre de la ciutat, amb l'Hotel San Marcos, que també va tenir el primer camp de golf de gespa de l'estat. Chandler High School es va establir l'any 1914. Chandler es va incorporar oficialment al Comtat de Maricopa el 16 de febrer de 1920, després que 186 residents demanessin a la Junta de Supervisors del comtat que aprovés la incorporació.